# Evangelische Kirche Wies

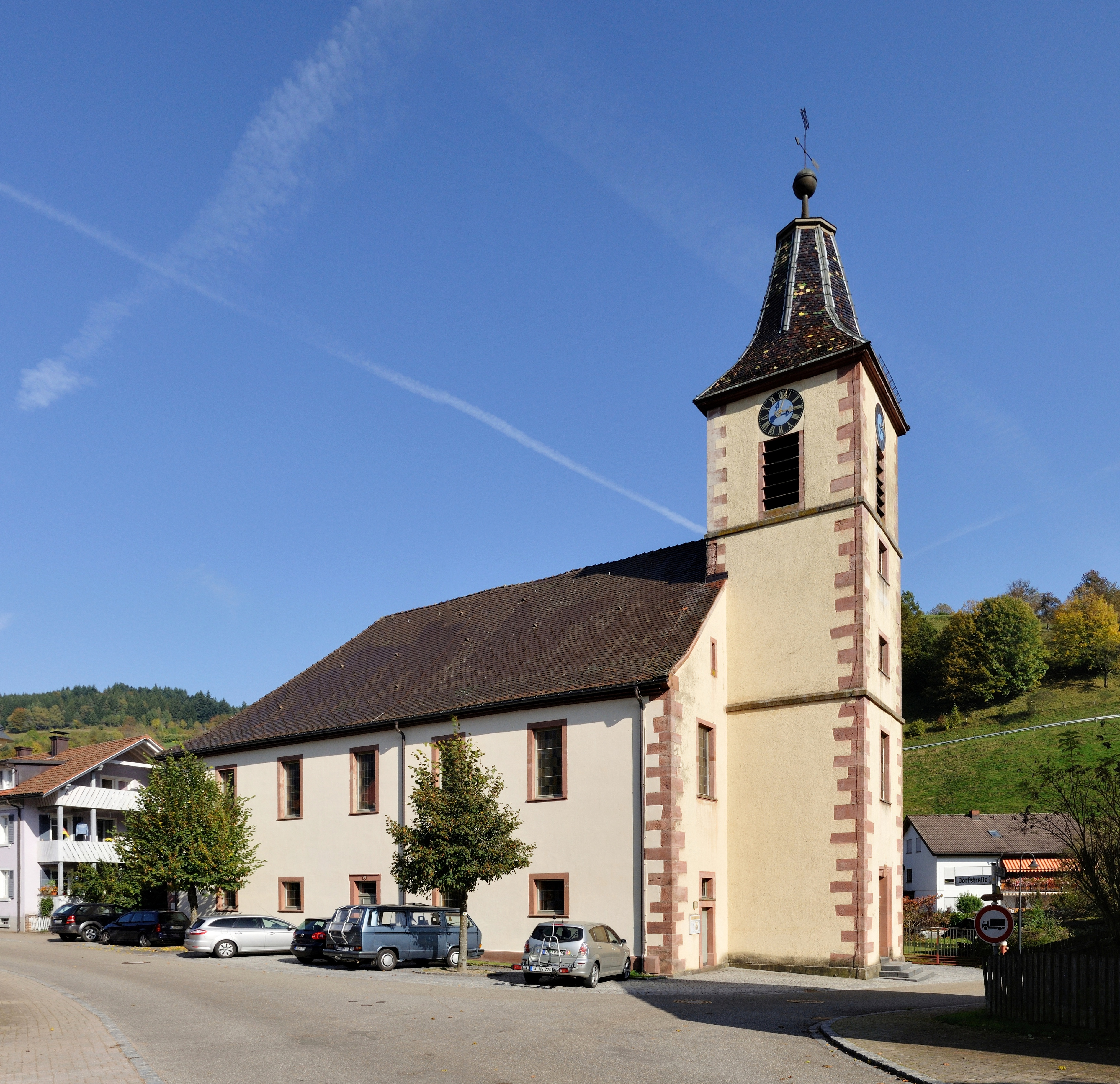
Evangelische Kirche Wies

Die Evangelische Kirche Wies in der Gemeinde Wies im Landkreis Lörrach wurde im letzten Drittel des 18. Jahrhunderts erbaut. Sie ersetzte eine nicht mehr bestehende Kirche im Ortsteil Demberg, deren Fassungsvermögen für die Anzahl der Gemeindemitglieder nicht ausreichte. Die Orgel aus den 1780er Jahren steht unter Denkmalschutz.

## Geschichte

### Kirche in Demberg
Die erste Kirche in Demberg wird erstmals in einem Schutzbrief des Papstes Innozenz II. 1137 erwähnt – sie gehört bis in die Zeit nach Einführung der Reformation (1556) dem Kloster Weitenau an. Erst ab 1570 taucht die Demberger Kirche in den Rechnungen der Verwaltung Rötteln auf und gehörte zum Kirchenspiel Tegernaus. Aus Visitationsprotokollen von 1698 lässt sich schließen, dass es wohl nach Zerstörungen im Dreißigjährigen Krieg das Gotteshaus neu aufgebaut worden war. Der schlechte bauliche Zustand sowie die wegen des großen geographischen Einzugsbereiches beengten Raumverhältnisse führten Ende des 18. Jahrhunderts zu Anträgen für eine völlige Neuerrichtung im günstiger gelegenen Wies. Nachdem es 1764 erst zu einer Ablehnung gekommen war, konnte man 1774 den Markgrafen Friedrich doch von der Verlegung der Kirche überzeugen. Die Gemeinde Demberg wollte die Kirche noch für weitere kirchliche Zwecke bestehen lassen, was 1776 jedoch abgelehnt wurde. Stattdessen fand das Baumaterial der Demberger Kirche nach Abbruch Verwendung in der neuen Kirche in Wies.

### Heutige Kirche
Mit der Entscheidung 1774 für die neue Kirche in Wies fertigte Landesbaumeister Meerwein im selben Jahr Pläne für den Neubau an. Nach zweijähriger Bauzeit wurde die Kirche am 12. September 1777 eingeweiht. Bereits ein Jahr später bildete sich die eigene Pfarrei Wies zu deren Kirchenspiel die Teile Demberg, Fischenberg, Kühlenbronn und Stockmatt gehörte; 1779 kam Wambach hinzu.
Eine umfängliche Innenrenovierung in den Jahren 1963 bis 1964 führte zu einer moderneren Gestaltung des Altarbereichs. Dabei versetzte man auch die Orgel vom Chor auf die westliche Empore über dem Hauptportal. Erst 1976 erfolgte die Außenrenovierung.

## Beschreibung

### Kirchenbau
Die Kirche in Wies steht zentral im Ortskern. Am rechteckigen Langhaus ist an der Südseite ein dreigeschossiger Glockenturm mit achtseitigem, abgestuftem Pyramidendach, die auf ihrer Spitze eine Turmkugel und eine Wetterfahne trägt. Beide Baukörper verfügen über Eckquaderung, die bis zur Dachkante reicht. An der Westfassade des Turms befindet sich der Haupteingang, darüber befindet sich ein rechteckiges Fenster. Im zweiten Geschoss sind zwei kleinere, rechteckige Fenster. Im dritten Geschoss befinden sich neben rechteckigen Klangarkaden zu jeder Seite ein Zifferblatt der Turmuhr.

### Innenraum und Ausstattung

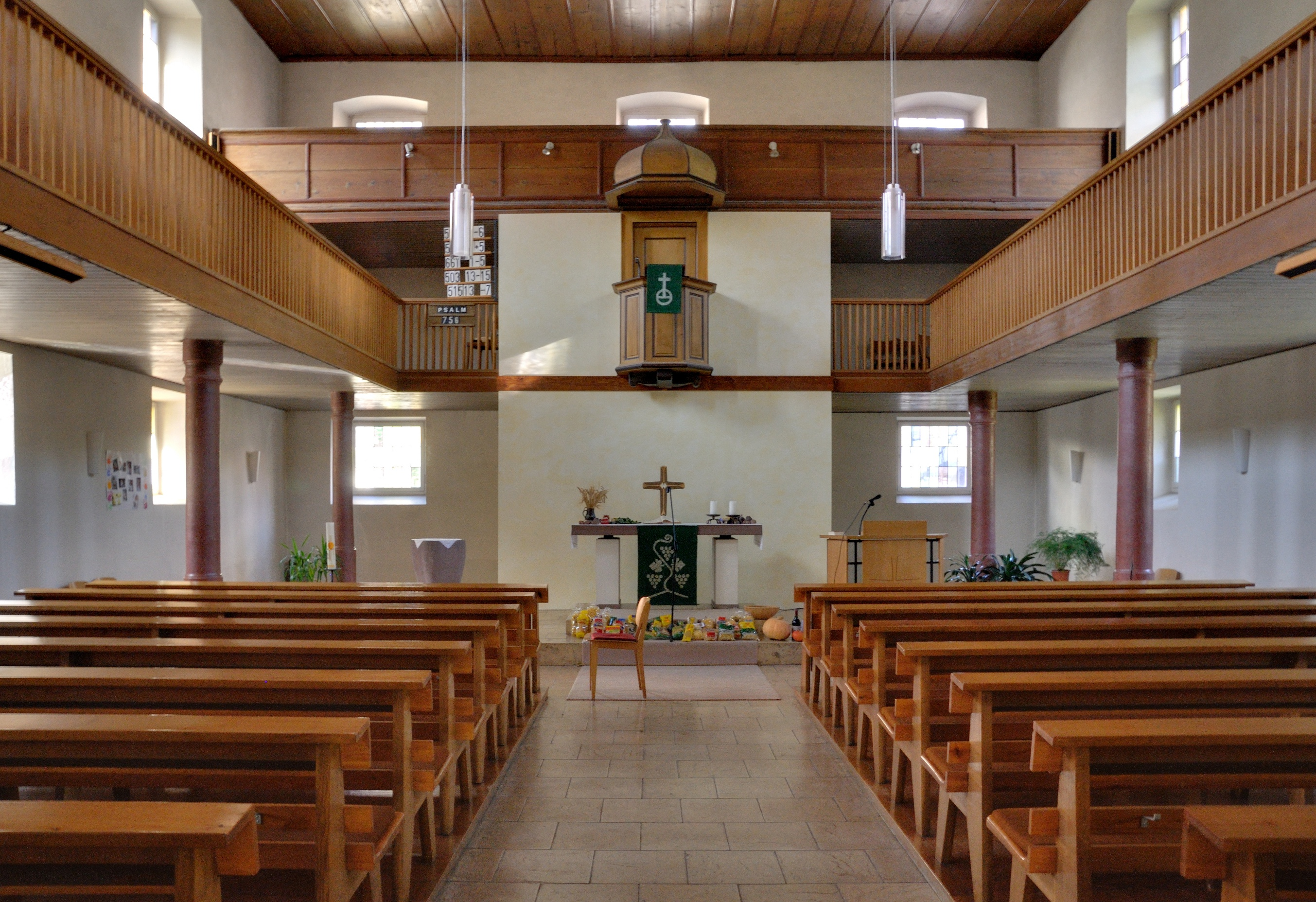
Blick ins Langhaus Richtung Altar

Das Hauptportal der Kirche befindet sich am Glockenturm. Betritt man die Kirche dadurch befindet man sich in der Turmhalle, die mit einer Gedenktafel an die Opfer des Zweiten Weltkriegs erinnert. Der darunter stehende Konsoltisch stammt aus dem Jahr 1775.
Im Innenraum ist die Saalkirche mit einer flachen Holzdecke eingezogen. Im Chor steht ein moderner Altar mit Kanzelpult. Darüber ragt mittig aus der Wand eine Kanzel in den Altarbereich.

### Glocken

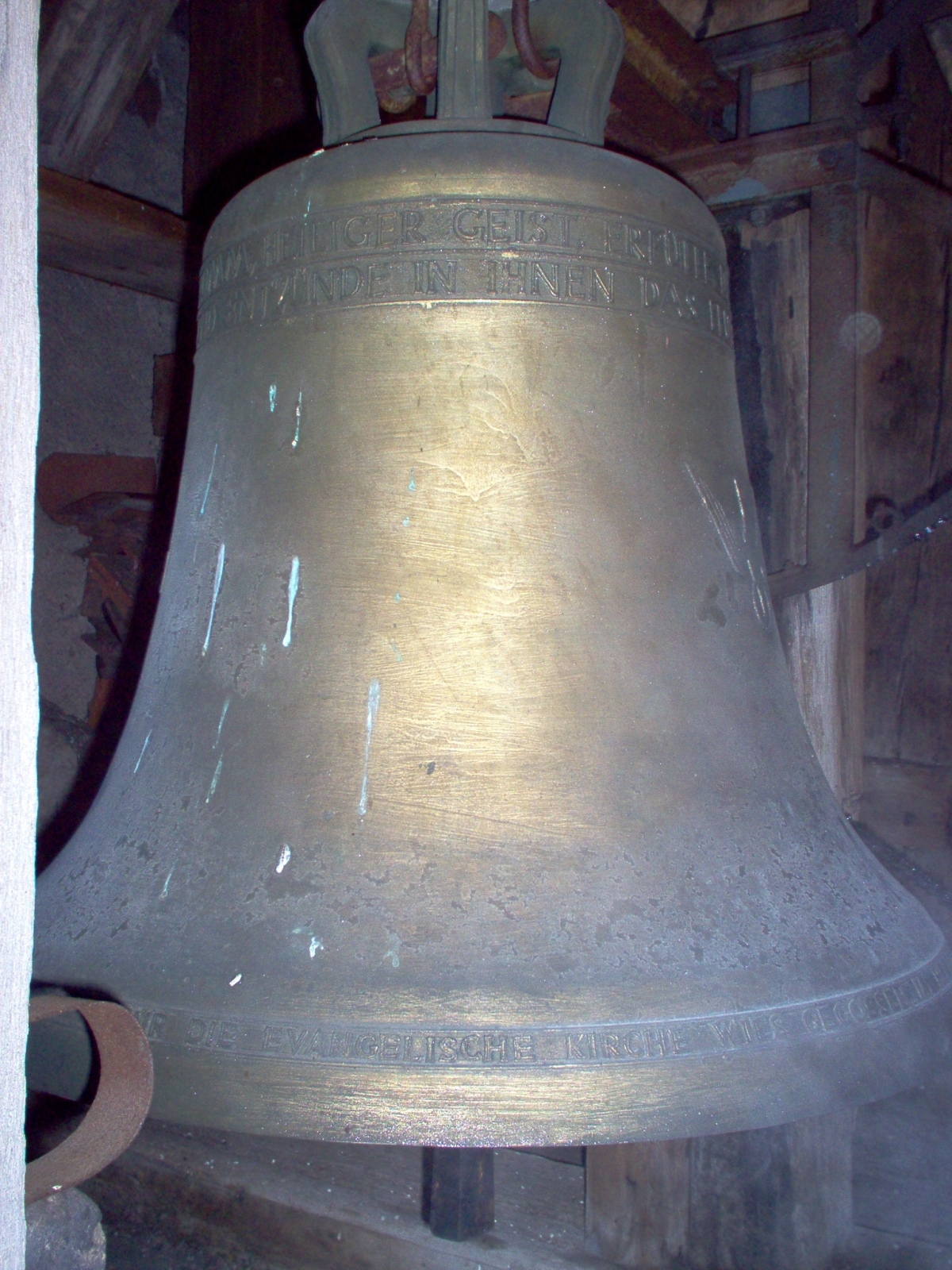
Glocke

Das vierstimmige Geläut setzt sich wie folgt zusammen:
| Glocke | Schlagton | Gussjahr | Gießer             |
| ------ | --------- | -------- | ------------------ |
| 1      | as′       | 1960     | Bachert, Karlsruhe |
| 2      | b′        | 1926     | Bachert, Karlsruhe |
| 3      | des″      | 1960     | Bachert, Karlsruhe |
| 4      | f″        | 1922     | Bachert, Karlsruhe |

### Orgel
In den Jahren 1831/32 erbaute Josef Merklin für die Kirche in Wies eine Orgel. Davor wurde bereits zweimal versucht, eine Orgel für das Gotteshaus zu beschaffen, was allerdings an den finanziellen Möglichkeiten scheiterte. Das heute unter Denkmalschutz stehende Instrument auf der Südempore wurde 1787/88 vom Durlacher Orgelbauer Georg Marcus Stein für die evangelische St. Jakobskirche in Gernsbach erbaut. 1855 wurde die Orgel nach Wies verkauft. Nach Reparaturen und kleineren Umbauten 1866, 1891, 1902 und 1963 erfolgte 1991/92 die bislang letzte Restaurierung durch Orgelbau Link (Giengen/Brenz). Mit zwei Manualen und 23 Registern ist die Wieser Orgel das größte erhaltene Instrument Georg Marcus Steins. Das mit Ausnahme der Prospektpfeifen und der Balganlage original erhaltene Instrument zählt mit seinem hohen historischen Bestand und seiner spätbarocken oberrheinisch-französischen Klangdisposition zu den Kostbarkeiten unter den Orgeln der Region.

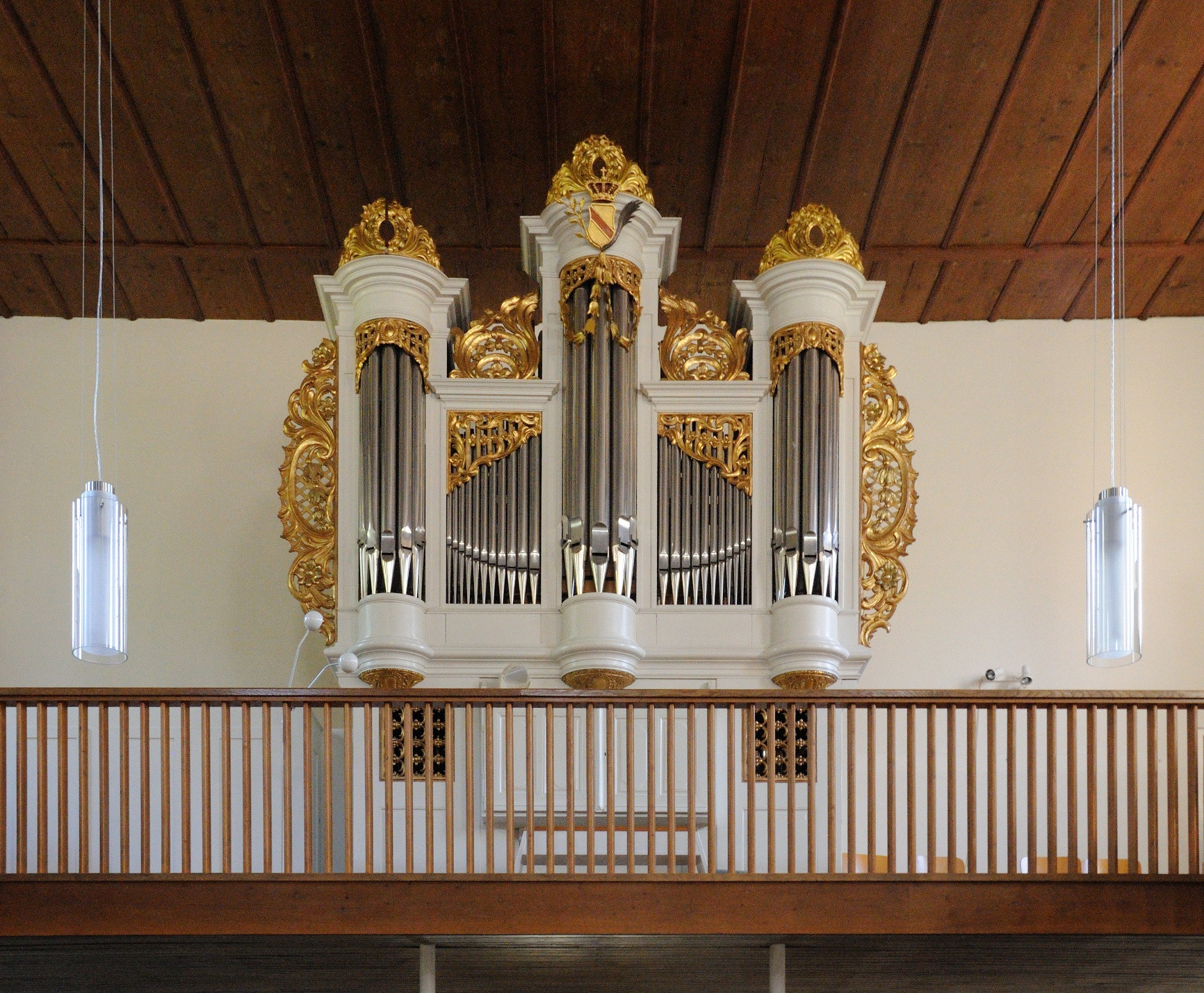
Orgel und Empore

Ihre Disposition lautet:
| I Unterpositiv C–d3 |    |
| Bourdun             | 8′ |
| Rohrflöten          | 4′ |
| Octav               | 2′ |
| Cimbale II          | 1′ |
| Cromorne            | 8′ |
| Vox humana          | 8′ |

| II Hauptwerk C–d3 |        |
| Principal         | 8′     |
| Bourdun (ab c)    | 8′     |
| Spitzflöten       | 8′     |
| Waldflöten        | 8′     |
| Gedackt           | 8′     |
| Octav             | 4′     |
| Flöten            | 4′     |
| Quint             | 3′     |
| Superoctav        | 2′     |
| Flagonet          | 2′     |
| Terz              | 1 3⁄5′ |
| Mixtur IV         | 1′     |
| Cornett V (ab c1) |        |

| Pedal C–g      |     |
| Sub-Bass       | 16′ |
| Octav-Bass     | 8′  |
| Trompeten-Bass | 8′  |
| Clairon        | 4′  |

- Koppeln: II/I, I/P, II/P